# علمی-تخیلی نرم
علمی-تخیلی نرم یکی از زیرسبکهای ژانر علمی-تخیلی است. این سبک به جای پرداختن به مسایل علمی و فنی و جزئیات و ریزه‌کاریهای فناوری به شخصیتهای انسانی، روابط آن‌ها و احساسات فی‌مابین می‌پردازد. علاوه بر این این سبک معمولاً به مسایلی می‌پردازد که از دید دانش کنونی غیرممکن هستند (مثلاً تله‌پاتی).
اصطلاح علمی-تخیلی نرم در برابر علمی-تخیلی سخت برگزیده شده‌است، علاوه بر این در این سبک معمولاً به بخش‌های نرمتر دانش مثل فلسفه، روانشناسی، انسان‌شناسی و جامعه‌شناسی پرداخته می‌شود.
با توجه به ماهیت دانشهایی که در این ژانر در نظر گرفته می‌شوند، برخلاف ژانر مقابلش یعنی علمی-تخیلی سخت، این ژانر محدودهٔ روشنی ندارد. یعنی به راحتی ممکن است در مرزهای تعریف علمی-تخیلی بگنجد. یکی از بهترین مثالهایی که برای چنین ابهامی آورد مبحث بزرگراه در جامعهٔ طرفداران علمی-تخیلی فارسی زبان است. موضوع این بحث علمی-تخیلی بودن یا نبودن داستان بزرگراه اثر ری بردبری است. این اختلاف از این سؤال نشات می‌گیرد که آیا این اثر علمی-تخیلی است یا خیر و بحث‌هایی چند ساله به دنبال این سؤال آمده‌اند.
مجموعه داستان‌های بنیاد اثر آیزاک آسیموف را می‌توان تاحدی متعلق به این سبک شمرد. این مجموعه داستان‌ها به آثار جامعه شناختی فروپاشی یک امپراتوری فراسیاره‌ای می‌پردازند. آسیموف در این مجموعه خیلی به شرح فناوریهای استفاده شده در داستان نمی‌پردازد بلکه به گفتهٔ خودش کل داستان‌ها چیزی بیش از یک مجموعه گفتگو و برخوردهای انسانی نیستند. دانش خیالی روان-تاریخ که داستان حول آن می‌چرخد فقط به‌طور مختصر بررسی می‌شود و غیر از آن فقط به تأثیر آن پرداخته می‌شود.
ری بردبری یکی از نویسندگانی است که آثارش به راحتی در این ژانر دسته بندی می‌شوند.

## نویسندگان مشهور
- ری بردبری
- آیزاک آسیموف
- فرانک هربرت - خالق تلماسه